# Lockheed Martin X-56
Le Lockheed Martin X-56 est prototype de drone permettant d'explorer les vols à haute altitude de longue endurance, dans de futurs projets d'avions de reconnaissance américains.

## Conception et développement
Conçu par les programmes de développement avancé de Lockheed Martin, connus officieusement sous le nom de Skunk Works, le X-56 a été révélé pour la première fois par Aviation Week, et est destiné à la recherche sur les technologies de suppression active des vibrations des ailes. Le X-56A est basé sur les travaux antérieurs de Lockheed sur les drones, montrant l'influence des drones Polecat, Sentinel et DarkStar. Le programme se repose sur la construction de deux fuselages (2,3 m de long), et quatre paires d'ailes (envergure totale de 8,3 m),.

## Vols et essais
Le X-56A a effectué son premier vol le 26 juillet 2013, depuis la base aérienne d'Edwards. Vingt vols ont être effectués pour le compte du laboratoire de recherche de l'Air Force avant que l'avion ne soit remis à la NASA pour des tests supplémentaires.
Le premier X-56A a été gravement endommagé lors d'un accident peu après son décollage du lit asséché du lac Edwards AFB, en Californie, le 19 novembre 2015, lors de son premier vol à aile flexible pour tester la suppression active des vibrations. L'avion avait déjà effectué 16 vols avec des ailes rigides pour prouver ses performances opérationnelles.